# Cisma de Foci
El Cisma de Foci és una controvèrsia que va durar entre 863-867 entre l'Església Ortodoxa de Constantinoble (futura Església Ortodoxa) i el cristianisme occidental, liderat pel Papa.
Aquest conflicte es va precipitar per l'oposició del papa catòlic Nicolau I (r. 858-867) a la designació per part de l'emperador romà d'Orient Miquel III d'un erudit laic, Foci, com a patriarca de Constantinoble. El cisma va acabar efectivament el 867 tant amb la mort del Papa Nicolau com amb la primera deposició de Foci. No obstant això, van caldre dos concilis de Constantinoble (869-870 i 879-880) per resoldre completament la situació.
La controvèrsia també va incloure els drets eclesiàstics jurisdiccionals d'Orient i Occident a l'església búlgara, així com una controvèrsia doctrinal sobre la paraula filioque (que significa 'i del Fill'), que es va sumar al Credo de Nicea per l'Església llatina, i que va ser el punt de ruptura teològica al segle xi amb el Gran Cisma d'Orient.